# Ponta do Barril
Ponta do Barril ist ein Kap im Westen der Insel São Nicolau im atlantischen Inselstaat Kap Verde.
Das Kap gehört administrativ zum Concelho Tarrafal de São Nicolau.

## Geographie
Die Ponta do Barril liegt ca. 8 km nordwestlich von Tarrafal de São Nicolau und 5 km südwestlich des Dorfes Praia Branca. Das Kap überblickt die Bucht Praia Grande im Norden bis zur Ponta do Curral. Im Südosten schließt sich das Kap Ponta Cascalhao beim Ort Barril an.
An der Spitze der Halbinsel steht der Leuchtturm Farol de Ponta do Barril.